# Malta ai Giochi della XIX Olimpiade
Malta partecipò ai Giochi della XIX Olimpiade che si sono svolti a Città del Messico dal 12 al 27 ottobre 1968, con una delegazione di un solo atleta, il tiratore Joseph Grech. Fu la sesta partecipazione di Malta ai Giochi estivi, la prima in un'edizione svolta al di fuori dell'Europa. Non fu conquistata nessuna medaglia.